# 크리스마스 푸딩

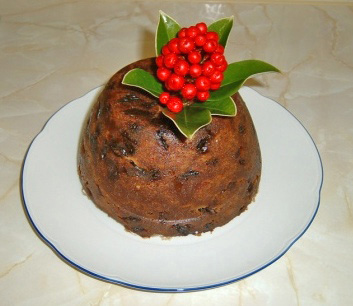
크리스마스 푸딩

크리스마스 푸딩(Christmas pudding)은 전통적으로 크리스마스 저녁에 먹는 푸딩의 일종이다. 기원은 중세 영국까지 거슬러 올라가며 플럼푸딩, 혹은 단순히 퍼드(pud)라고 일컬어질 때도 있다. 그러나 자두가 들어있지는 않은데, 빅토리아 시대 이전까지만 해도 플럼(plum)이라는 단어는 건포도(raisins)를 뜻했기 때문이다. 주로 다채로운 건과일에 접착력을 높이는 달걀과 수이트를 넣어 만들며 육계, 육두구, 정향, 생강 등의 향신료와 시트론 따위로 맛을 낸다. 때때로 질감을 촉촉하게 유지하기 위해 당밀을 첨가하기도 한다.

## 역사
크리스마스 푸딩의 기원은 중세 유럽까지 거슬러 올라가지만 구체적인 요리법은 17세기 혹은 그 이후에야 등장한 것으로 알려져 있다. 크리스마스 푸딩의 원조는 세이버리 푸딩(savoury pudding) 또는 원초적 형태의 커스타드 타르트(custard tart)로 추정되며 빅토리아시대 잉글랜드에서 지금의 모습과 맛을 갖추게 되었다.

## 같이 보기
- 크리스마스 케이크
- 크리스마스 쿠키